# پوکاو-لنگفلد
پوکاو-لنگفلد (به آلمانی: Pockau-Lengefeld) یک شهر در آلمان است که در ارتسگبیرگسکرایس واقع شده‌است. پوکاو-لنگفلد ۸٬۱۵۷ نفر جمعیت دارد.